# Ротенберг Ігор Аркадійович
Ігор Аркадійович Ротенберг (9 травня 1973, Ленінград) — російський підприємець, син соратника Путіна. У квітні 2018 року включений до списку санкцій США в числі 17 чиновників і 7 бізнесменів з Росії. За версією Forbes у 2018 році займав 95-е місце у рейтингу найбагатших бізнесменів Росії зі статком $1,1 млрд.

## Біографія
Ігор Аркадійович Ротенберг народився 9 травня 1973 року в Ленінграді в сім'ї Аркадія Романовича Ротенберга.
У 2002 році закінчив Вищу школу приватизації та підприємництва.
У 2002—2003 роках-заступник керівника департаменту майна паливно-енергетичного комплексу Мінмайна Росії.
У 2003—2004 роках-начальник управління майна транспорту і зв'язку Мінмайна Росії
У 2004—2005 роках — віце-президент ВАТ «РЖД» — начальник департаменту управління майном та організаційних структур.
У 2005 році дисертаційною радою Санкт-Петербурзького університету МВС Росії присуджено вчений ступінь кандидата юридичних наук. Тема дисертації — «Нерухоме майно як об'єкт цивільних прав».
З 2006 року — голова Ради директорів ВАТ «Ен Пі Ві Інжиніринг».
З 2004 року по 2015 рік — голова ради директорів ТОВ КБ " Північний морський шлях " («СМП Банк»).
З 2010 року — голова Ради директорів ВАТ "Теплоенергетична компанія Мосенерго".
З 2014 року — голова Ради директорів ТОВ Газпром буріння.
6 квітня 2018 року був включений до списку санкцій США в числі 17 чиновників і 7 бізнесменів з Росії.
10 вересня 2018 року Дмитро Медведєв створив комісію з модернізації економіки та інноваційного розвитку Росії, до якої увійшов Ігор Ротенберг.
15 березня 2019 року включений до списку санкцій Канади.

## Бізнес-активи
Ігор Ротенберг є співвласником наступних компаній:
- «Газпром буріння»[14][15]
- АТ «ПЕК Мосенерго»
- ТОВ «Національні телематичні системи»[16]
- ІТЦ «Сканекс»[17]
- ТОВ «ГЛОСАВ»[4]
- ТРЦ «Авіапарк»[18]
- ТОВ «РТ Інвест транспортні системи»[19]

У лютому 2017 Ротенберг отримав 46,2 % акцій Тульського патронного заводу. У квітні 2019 року знизив частку до 20,23 %.
За тиждень до потрапляння до списку санкцій США, вийшов зі складу акціонерів девелоперської компанії TPS Real Estate (володів часткою з 2014 року), новим співвласником стала його сестра Лілія Ротенберг. Після потрапляння до списку санкцій Ротенберг також скоротив свою частку в «РТ-Інвест транспортні системи».
До 2023 року був співвласником ТРЦ Ocean Plaza в Києві. В березні 2023 року ВАКС ухвалив конфіскацію активів російських олігархів Аркадія та Ігоря Ротенбергів в Україні, зокрема, було націоналізовано ТРЦ Ocean Plaza.

## Санкції
Ігор Ротенберг – голова ради директорів Національних телематичних систем (НТС). НТС веде бізнес у транспортному секторі, який має стратегічне значення для уряду Росії, тому через свою роль голови ради директорів НТС Ігор Ротенберг підтримує уряд Росії. Ігор Ротенберг є підсанкційною особою в багатьох країнах світу.
8 квітня 2022 року доданий до санкційного списку Євросоюза.
19 жовтня 2022 року доданий до санкційного списку України.

## Сім'я
Одружений, має троє дітей.